# SYR7: J'Accuse Ted Hughes
SYR7: J'Accuse Ted Hughes es el séptimo lanzamiento de la banda estadounidense Sonic Youth dentro de la serie SYR. Fue publicado solo en vinilo (es el primero de la serie en no publicarse en disco compacto) y contiene dos canciones: "J'Accuse Ted Hughes" y "Agnès B. Musique".
El álbum mantiene la tradición del sello de escribir el contenido de las carátulas en idiomas foráneos, siendo esta vez utilizado el arpitán, un idioma regional de Francia.

## Lista de canciones
| N.º   | Título                | Duración |  |
| 1.    | «J'Accuse Ted Hughes» | 22:53    |  |
| 2.    | «Agnès B Musique»     | 18:15    |  |
| 41:08 |                       |          |  |